# Eero Elo
Eero Elo (ur. 26 kwietnia 1990 w Raumie) – fiński hokeista.
Jego dziadek, Seppo Vainio (1937-), także był hokeistą, reprezentantem Finlandii i olimpijczykiem w 1960.

## Kariera
- Lukko U16 (2004-2006)
- Lukko U18 (2005-2007)
- Lukko U20 (2007-2008)
  -  Suomi U20 (2008-2009)
  -  KooKoo (2009)
  -  Sport (2012)
- Lukko (2009-2012)
- Ässät (2012-2015)
- Awtomobilist Jekaterynburg (2015-2016)
- Sibir Nowosybirsk (2016)
- SCL Tigers (2016-2019)
- Lukko (2019)
- SCL Tigers (2019-2020)
- SC Langenthal (2020-2022)
  -  SC Bern (2021)
- HC Thurgau (2022-2023)
- EHC Freiburg (2023-)

Wychowanek i wieloletni zawodnik klubu Lukko. W drafcie NHL z 2008 został wybrany przez Minnesota Wild. Od 2009 grał w drużynie seniorskiej Luuko w rozgrywkach Liigi. W KHL Junior Draft w 2010 został wybrany przez SKA Sankt Petersburg. W czerwcu 2010 przedłużył kontrakt z Lukko o trzy lata. Od grudnia 2012 zawodnik Ässät. We wrześniu 2013 przedłużył z klubem kontrakt o rok, a w styczniu 2015 o dwa lata. Od maja 2015 do kwietnia 2016 zawodnik rosyjskiego klubu Awtomobilist Jekaterynburg w lidze KHL. Od maja do września 2016 zawodnik Sibiru Nowosybirsk. Od końca września 2016 zawodnik szwajcarskiego klubu SCL Tigers. W kwietniu 2029 powrócił do Lukko, a w grudniu tego roku raz jeszcze przeszedł do SCL Tigers. Pod koniec września 2020 związał się dwumiesięcznym kontraktem z SC Langenthal, który pod koniec listopada 2020 przedłużył o kolejny miesiąc. Pod koniec sezonu 2020/2021 został wypożyczony do SC Bern. Po czym powrócił do Langenthal na sezon 2021/2022. W czerwcu 2022 został zaangażowany na jeden rok przez. Od listopada 2023 zawodnik EHC Freiburg.
Uczestniczył w turnieju mistrzostw świata juniorów do lat 20 w 2010.

## Sukcesy
Klubowe
- Brązowy medal Jr. A SM-liiga: 2009 z Lukko U20
- Brązowy medal mistrzostw Finlandii: 2011 z Lukko
- Złoty medal mistrzostw Finlandii: 2013 z Ässät

Indywidualne
- Liiga (2014/2015):
  - Drugie miejsce w klasyfikacji strzelców w sezonie zasadniczym: 26 goli[16]